# 西貢街市

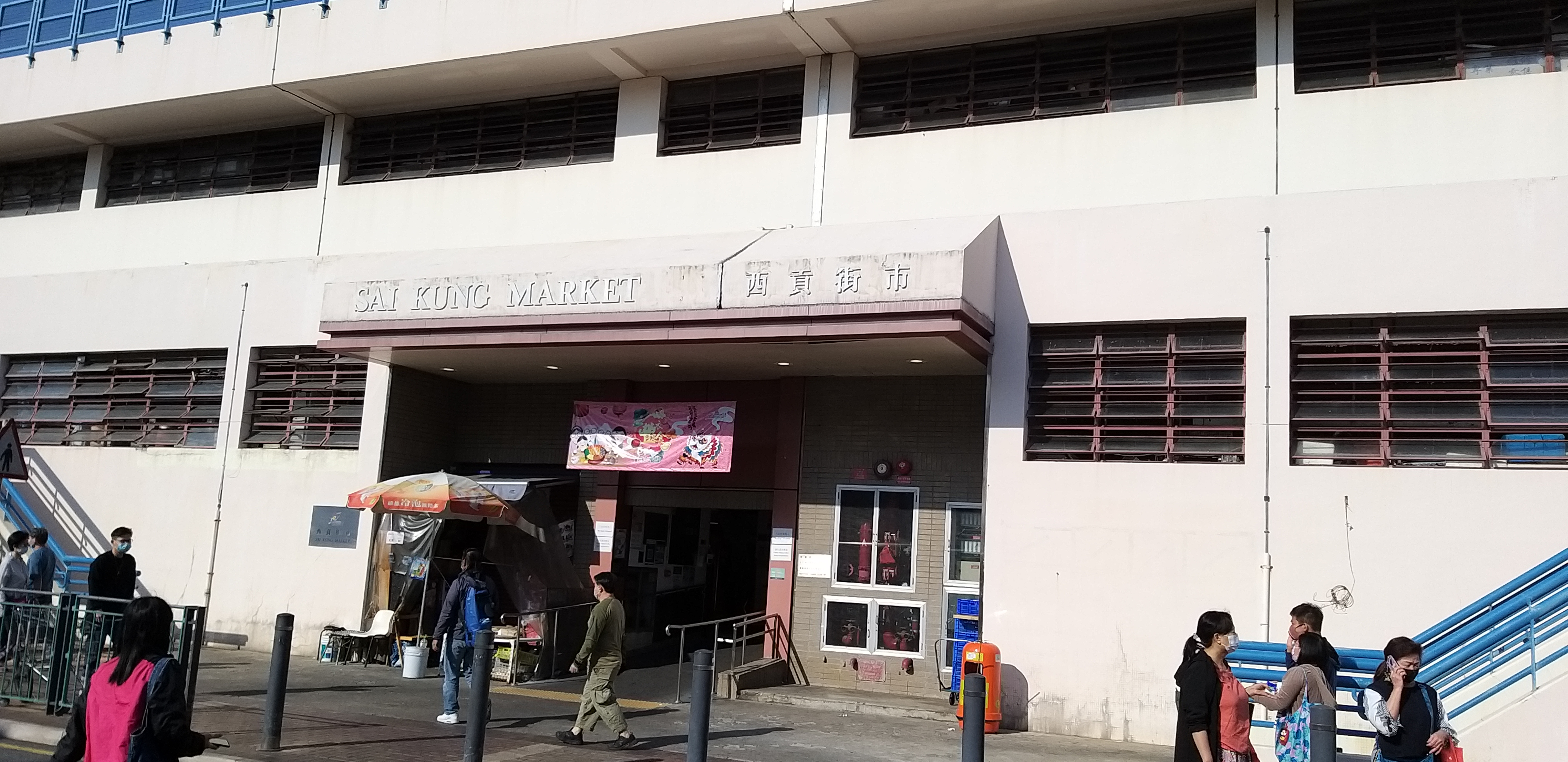
西贡街市入口

西貢街市（英語：Sai Kung Market）位于香港新界西貢宜春街67號，於1985年落成，是西貢市唯一的公眾街市。

## 爭議
由於西貢街市於1985年落成，街市內並未裝設冷氣機。因此在夏季時，通風不足加上缺乏冷氣便室內溫度間中更高於空外溫度。於2022年7月27日，更一度迫近40攝氏度｡ 食環署在街市內擺放多部大型涼風機，唯成效不顯著。
截至2022年中，該街市尚未被納入食環署的「街市現代化計劃」。